# Педурень (Арджеш)
Педурень, Педурені (рум. Pădureni) — село у повіті Арджеш в Румунії. Входить до складу комуни Сусень.
Село розташоване на відстані 92 км на захід від Бухареста, 19 км на південний схід від Пітешть, 102 км на північний схід від Крайови, 116 км на південний захід від Брашова.

## Населення
За даними перепису населення 2002 року у селі проживали 182 особи, усі — румуни. Усі жителі села рідною мовою назвали румунську.